# Peter Sarsgaard

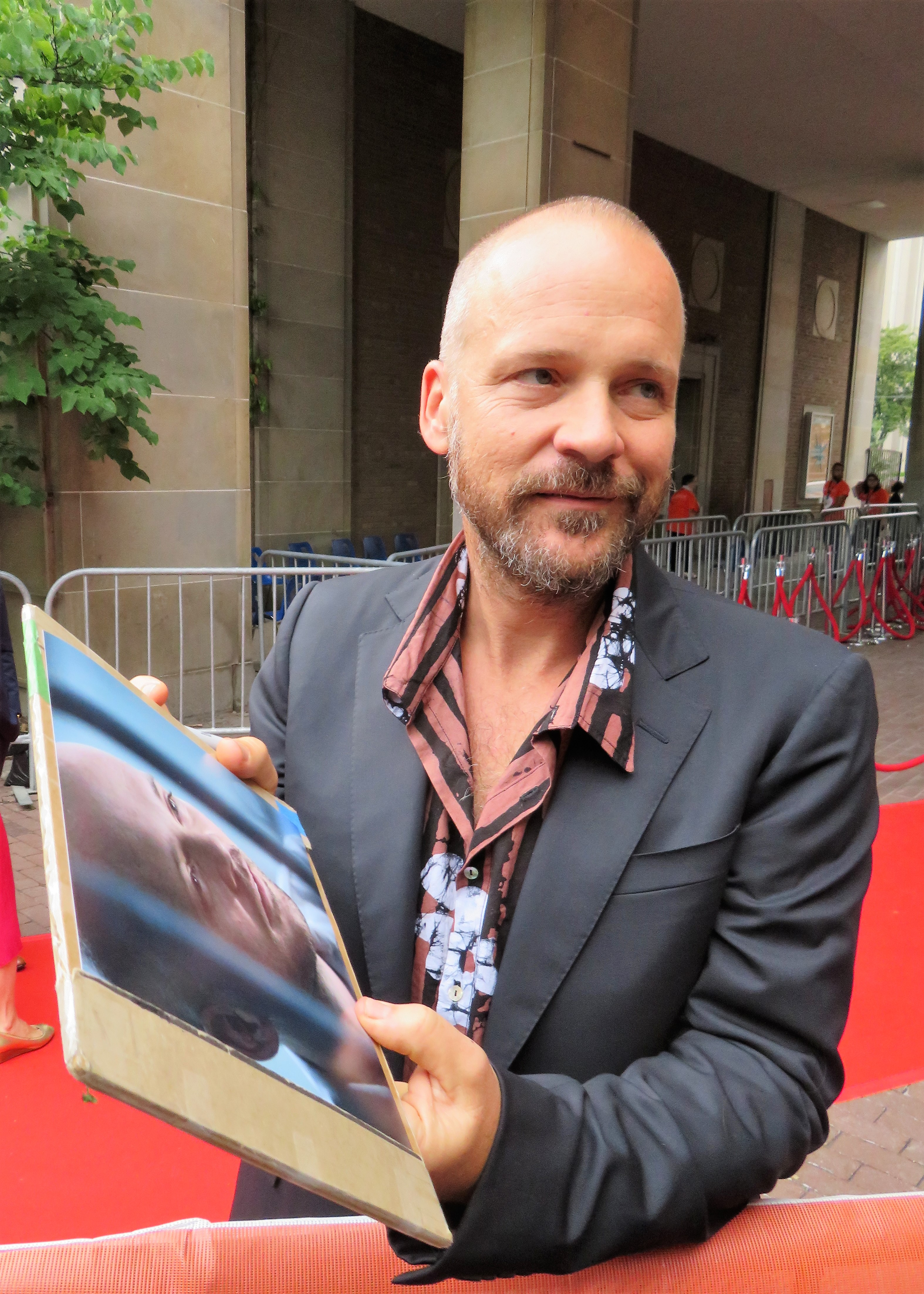
Peter Sarsgaard (2019)

John Peter Sarsgaard (* 7. März 1971 auf der Scott Air Force Base, Illinois) ist ein US-amerikanischer Film- und Theaterschauspieler.

## Leben

### Ausbildung und erste Filmrollen
Peter Sarsgaard wurde 1971 auf einem Luftwaffenstützpunkt im Mittleren Westen der Vereinigten Staaten geboren. Er besuchte das Bard College in Dutchess County, New York und studierte danach Geschichte und Literatur an der Washington University in St. Louis, Missouri.
Während seines Studiums kam Peter Sarsgaard als Mitbegründer der komödiantischen Improvisationsgruppe Mama’s Pot Roast zum ersten Mal mit der Schauspielerei in Berührung. Nach seinem Abschluss ging er nach New York, wo er am Actors Studio Schauspielunterricht nahm. Er trat während dieser Zeit Douglas Carter Beanes New Yorker Theatergruppe The Drama Department bei, mit der er u. a. John Cameron Mitchells Kingdom of Earth, mit Cynthia Nixon in der Hauptrolle inszenierte. Ebenfalls Off-Broadway war Sarsgaard in Horton Footes Theaterstück Laura Dennis zu sehen.
Sein Leinwanddebüt folgte 1995, als er in Tim Robbins’ Drama Dead Man Walking die kleine Rolle von Walter Delacroix bekleidete, der in der Anfangsszene mit seiner Freundin von Hauptdarsteller Sean Penn erschossen wird. Es folgten daraufhin größere Rollen, u. a. 1998 in Desert Blue und Der Mann in der eisernen Maske, in dem er den Sohn von Musketier John Malkovich verkörperte.
Erste internationale Aufmerksamkeit erlangte Sarsgaard 1999, als er den Part des homophoben Mörders John Lotter in Kimberly Peirce’ Independent-Film Boys Don’t Cry übernahm, in dem er an der Seite von Hilary Swank zu sehen ist. Es folgten Rollen als russischer Nuklear-Wissenschaftler in Kathryn Bigelows Thriller K-19 – Showdown in der Tiefe und als rauschgiftsüchtiger Jimmy the Finn in dem Krimi The Salton Sea.

### Durchbruch im Filmgeschäft
Seinen endgültigen Durchbruch im Filmgeschäft hatte Sarsgaard 2003 mit Billy Rays Drama Shattered Glass. Für die Rolle des korrekten, nicht korrumpierbaren Chefredakteurs des Politik-Magazins New Republic, Charles „Chuck“' Lane, wurde er von der Kritik gefeiert und mit zahlreichen Filmpreisen ausgezeichnet, darunter der Preis der National Society of Film Critics als Bester Nebendarsteller des Jahres und eine Golden-Globe-Nominierung. Im gleichen Jahr führte Sarsgaard mit der Signature Theatre Company Lanford Wilsons Stück Burn This auf. 2004 folgten das Drama Kinsey – Die Wahrheit über Sex, Bill Condons Porträt des gleichnamigen Sexualforschers, und die Tragikomödie Garden State, in der Sarsgaard neben Regisseur Zach Braff und Natalie Portman agierte.
2005 arbeitete Peter Sarsgaard an vier verschiedenen Filmprojekten, darunter die beiden Thriller The Skeleton Key und Flight Plan – Ohne jede Spur an der Seite von Kate Hudson bzw. Jodie Foster, Craig Lucas’ Spielfilmdebüt The Dying Gaul mit Patricia Clarkson sowie Sam Mendes’ Antikriegsfilm Jarhead – Willkommen im Dreck, der von den Erlebnissen eines US-Marines während des Zweiten Golfkriegs im Jahr 1990 handelt.
2007 spielte Sarsgaard erneut in mehreren Filmen mit. In Rawson Marshall Thurbers Abenteuerfilm Ein verhängnisvoller Sommer sind Sienna Miller, Mena Suvari und Nick Nolte seine Filmpartner. Gavin Hoods Thriller Machtlos (2007) mit Jake Gyllenhaal, Reese Witherspoon, Meryl Streep und Alan Arkin handelt von einem ägyptischen Ingenieur, der auf dem Flug von Afrika in die Vereinigten Staaten spurlos verschwindet.

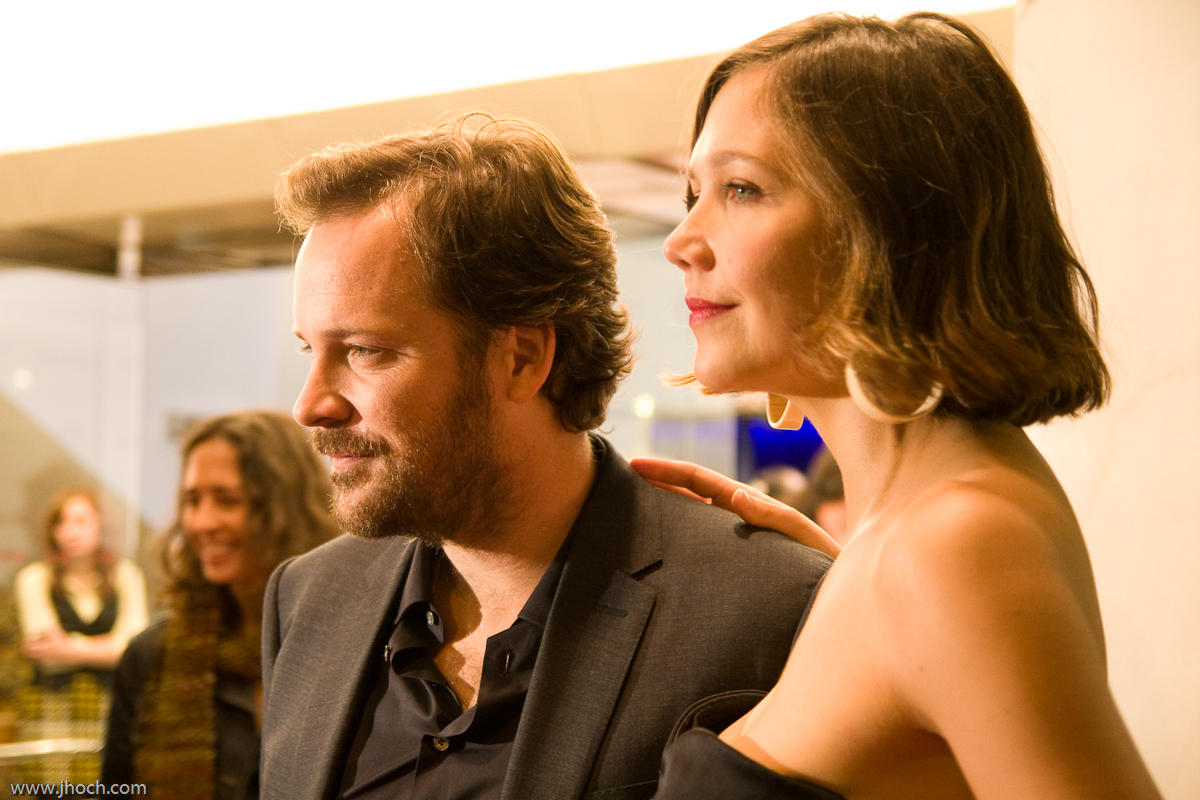
Sarsgaard mit seiner Ehefrau Maggie Gyllenhaal im Oktober 2009

### Privates
Peter Sarsgaard ist seit dem 2. Mai 2009 mit der Schauspielerin Maggie Gyllenhaal verheiratet, die er 2003 bei den Dreharbeiten zu der unveröffentlichten Low-Budget-Produktion In God's Hands kennenlernte. Beide standen 2006 auch gemeinsam für Andrew Zuckermans Kurzfilm High Falls (2007) vor der Kamera. Sarsgaard und Gyllenhaal haben zwei gemeinsame Töchter.

## Filmografie (Auswahl)
Schauspieler
- 1995: Law & Order (Fernsehserie, Folge 6x06)
- 1995: Dead Man Walking – Sein letzter Gang (Dead Man Walking)
- 1997: New York Undercover (Fernsehserie, Folge 3x15)
- 1998: Der Mann in der eisernen Maske (The Man in the Iron Mask)
- 1998: Ein neuer Tag im Paradies (Another Day in Paradise)
- 1998: Desert Blue
- 1998: Minor Details
- 1999: Willkommen in Freak City (Freak City, Fernsehfilm)
- 1999: Immer wieder Fitz (Cracker, Fernsehserie, Folge 1x12)
- 1999: Boys Don’t Cry
- 2000: The Cell
- 2000: Housebound
- 2001: Macht der Begierde (The Center of the World)
- 2002: Imperium – Zwei Welten prallen aufeinander (Empire)
- 2002: The Salton Sea
- 2002: K-19 – Showdown in der Tiefe (K-19: The Widowmaker)
- 2002: Wer tötete Victor Fox? (Unconditional Love)
- 2003: Death of a Dynasty
- 2003: Shattered Glass
- 2004: Garden State
- 2004: Kinsey – Die Wahrheit über Sex (Kinsey)
- 2005: The Dying Gaul
- 2005: Der verbotene Schlüssel (The Skeleton Key)
- 2005: Flightplan – Ohne jede Spur (Flightplan)
- 2005: Jarhead – Willkommen im Dreck (Jarhead)
- 2007: High Falls (Kurzfilm)
- 2007: Year of the Dog
- 2007: Machtlos (Rendition)
- 2008: Ein verhängnisvoller Sommer (The Mysteries of Pittsburgh)
- 2008: Elegy oder die Kunst zu lieben (Elegy)
- 2009: An Education
- 2009: Mord in Louisiana (In the Electric Mist)
- 2009: Orphan – Das Waisenkind (Orphan)
- 2010: Knight and Day
- 2011: Green Lantern
- 2012: Robot & Frank (Stimme von Robot)
- 2013: Lovelace
- 2013: Very Good Girls – Die Liebe eines Sommers (Very Good Girls)
- 2013: Blue Jasmine
- 2013: The Killing (Fernsehserie, 10 Folgen)
- 2013: Night Moves
- 2014: Bauernopfer – Spiel der Könige (Pawn Sacrifice)
- 2015: Experimenter – Die Stanley Milgram Story (Experimenter)
- 2015: Ladygrey
- 2015: The Slap (Fernsehserie, 8 Folgen)
- 2015: Black Mass
- 2016: Jackie: Die First Lady (Jackie)
- 2016: Die glorreichen Sieben (The Magnificent Seven)
- 2017: Wermut (Wormwood, Miniserie, 6 Folgen)
- 2017: Loving Pablo
- 2018: The Looming Tower (Miniserie, 10 Folgen)
- 2018: The Lie
- 2019: The Sound of Silence
- 2019: Red Secrets – Im Fadenkreuz Stalins (Mr. Jones)
- 2019: Human Capital
- 2020: Interrogation (Fernsehserie, 10 Folgen)
- 2020: Homemade (Fernsehserie, Folge 1x10)
- 2020: Best Summer Ever
- 2021: Frau im Dunkeln (The Lost Daughter)
- 2021: The Guilty
- 2021: The Survivor
- 2021: Dopesick (Miniserie, 8 Folgen)
- 2022: The Batman
- 2023: Memory
- 2024: Aus Mangel an Beweisen (Presumed Innocent, Miniserie)
- 2024: September 5 – The Day Terror Went Live

Executive Producer
- 2013: Lovelace
- 2020: Best Summer Ever

## Auszeichnungen
Golden Globe

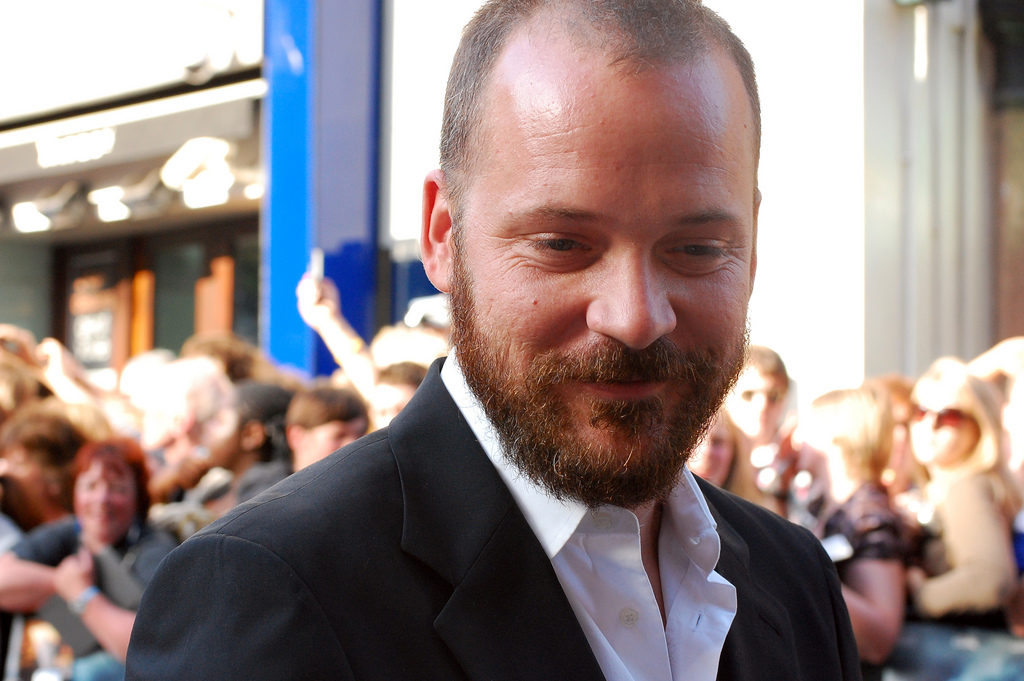
Sarsgaard bei der Filmpremiere zu The Dark Knight

- 2004: nominiert als Bester Nebendarsteller für Shattered Glass

Weitere
Boston Society of Film Critics
- 2003: Bester Nebendarsteller für Shattered Glass

Chlotrudis Awards
- 2004: nominiert als Bester Nebendarsteller für Shattered Glass
- 2005: Bester Nebendarsteller für Kinsey – Die Wahrheit über Sex

Glitter Awards
- 2005: Bester Nebendarsteller für Kinsey – Die Wahrheit über Sex

Golden Satellite Awards
- 2005: Bester Nebendarsteller (Drama) für Kinsey – Die Wahrheit über Sex
- 2005: Bester Nebendarsteller (Komödie/Musical) für Garden State

Independent Spirit Awards
- 2004: nominiert als Bester Nebendarsteller für Shattered Glass
- 2005: nominiert als Bester Nebendarsteller für Kinsey – Die Wahrheit über Sex

Kansas City Film Critics Circle
- 2004: Bester Nebendarsteller für Shattered Glass

National Society of Film Critics
- 2004: Bester Nebendarsteller für Shattered Glass

Online Film Critics Society
- 2004: Bester Nebendarsteller für Shattered Glass
- 2005: nominiert als Bester Nebendarsteller für Kinsey – Die Wahrheit über Sex

San Francisco Film Critics Circle
- 2004: Bester Nebendarsteller für Shattered Glass

Stockholm Film Festival
- 2004: Bester Darsteller für Garden State

Toronto Film Critics Association
- 2003: Bester Nebendarsteller für Shattered Glass